# Municipio de Clark (Iowa)
El municipio de Clark (en inglés: Clark Township) es un municipio ubicado en el condado de Tama en el estado estadounidense de Iowa. En el año 2010 tenía una población de 1665 habitantes y una densidad poblacional de 17,68 personas por km².

## Geografía
El municipio de Clark se encuentra ubicado en las coordenadas 42°10′13″N 92°22′37″O / 42.17028, -92.37694. Según la Oficina del Censo de los Estados Unidos, el municipio tiene una superficie total de 94.19 km², de la cual 94,14 km² corresponden a tierra firme y (0,05 %) 0,05 km² es agua.

## Demografía
Según el censo de 2010, había 1665 personas residiendo en el municipio de Clark. La densidad de población era de 17,68 hab./km². De los 1665 habitantes, el municipio de Clark estaba compuesto por el 97,84 % blancos, el 0,42 % eran afroamericanos, el 0,06 % eran amerindios, el 0,36 % eran asiáticos, el 0,36 % eran de otras razas y el 0,96 % eran de una mezcla de razas. Del total de la población el 1,2 % eran hispanos o latinos de cualquier raza.